# Филлипс, Та’Шиа
Та’Шиа Филлипс (англ. Ta'Shia Phillips; род. 24 января 1989 года в Индианаполисе, Индиана, США) — американская профессиональная баскетболистка, выступавшая в женской национальной баскетбольной ассоциации. Была выбрана на драфте ВНБА 2011 года в первом раунде под общим восьмым номером клубом «Атланта Дрим». Играла на позиции центровой.

## Ранние годы
Та’Шиа Филлипс родилась 24 января 1989 года в городе Индианаполис, столице штата Индиана, в семье Клифтона и Бренды Филлипс, у неё есть брат, Джамариус, училась она там же в средней школе Бребёф Преп, в которой играла за местную баскетбольную команду.